# Movimiento Amplio de Izquierda
El Movimiento Amplio de Izquierda fue un movimiento político de izquierdista guatemalteco que se formó en 2006 y se integró al partido de la Unidad Revolucionaria Nacional Guatemalteca

## Historia
Como resultado de la convergencia de diversos esfuerzos políticos y sociales, el 19 de noviembre del 2006 se anunció la constitución del Movimiento Amplio de Izquierda (MAIZ), con objetivos de mediano y largo plazo que trascendían el proceso electoral. MAIZ fue la expresión político electoral de diversas organizaciones democráticas, progresistas, populares y revolucionarias, que partidariamente se canalizó en la Unidad Revolucionaria Nacional Guatemalteca. Dando pie a que URNG cambiara su logotipo y nombre de URNG a URNG MAIZ la cual se aprobó en asamblea extraordinaria del 2007 y como se define desde entonces.